# Hee Station
Hee Station er en dansk jernbanestation i stationsbyen Hee i det nordlige Vestjylland.
Hee Station ligger nord for Ringkøbing, en del af jernbanestrækningen Esbjerg – Struer.